# 17 î.Hr.

## Nașteri
- Arminius, conducătorul tribului german al cheruscilor (d. 21)